# Oulad Gouaouch
Oulad Gouaouch  (in arabo أولاد كواوش‎?) è un centro abitato e comune rurale del Marocco situato nella provincia di Khouribga, regione di Béni Mellal-Khénifra. Conta una popolazione di 2 709 abitanti (censimento 2014).